# Seznam maroških tenisačev
Seznam maroških tenisačev.

## A
- Mounir El Aarej
- Amine Ahouda
- Karim Alami
- Fatima El Allami
- Reda El Amrani
- Hicham Arazi
- Younes El Aynaoui

## B
- Ghita Benhadi
- Lina Bennani

## C
- Rabie Chaki

## F
- Anas Fattar

## I
- Yassine Idmbarek

## J
- Diae El Jardi

## L
- Nadia Lalami

## O
- Lamine Ouahab
- Talal Ouahabi

## Q
- Lina Qostal

## R
- Younes Rachidi

## S
- Mohamed Saber

## Z
- Mehdi Ziadi